# Pascagoula
Pascagoula es una ciudad ubicada en el condado de Jackson en el estado estadounidense de Misisipi. Según las estimaciones de 2007 tenía una población de 23.452 habitantes y una densidad poblacional de 597 personas por km².

## Geografía
Pascagoula se encuentra ubicada en las coordenadas 30°21′49″N 88°32′31″O / 30.36361, -88.54194. Según la Oficina del Censo, la ciudad tiene un área total de 47.2 km² (18.2 sq mi), de la cual 39.3 km² (15.2 sq mi) es tierra y 7.9 km² (3 sq mi) (16.74%) es agua.

## Demografía
Los ingresos medios por hogar en la localidad eran de $32.042, y los ingresos medios por familia eran $39.044. Los hombres tenían unos ingresos medios de $30.313 frente a los $22.594 para las mujeres. La renta per cápita para la localidad era de $16.891. Alrededor del 18.1% de las familias y del 20.7% de la población estaban por debajo del umbral de pobreza.

## Educación
El Distrito Escolar de Pascagoula gestiona escuelas públicas.

## Ciudades hermanadas
- Chico, Estados Unidos (2005)